# Papuogryllacris adoxa
Papuogryllacris adoxa är en insektsart som först beskrevs av Heinrich Hugo Karny 1928.  Papuogryllacris adoxa ingår i släktet Papuogryllacris och familjen Gryllacrididae. Inga underarter finns listade i Catalogue of Life.